# I FedEly del Weekend
I FedEly del Weekend è un programma musicale in onda su m2o Radio.

## Storia
I FedEly nasce nel 2013, è un programma dell'emittente nazionale di GEDI Gruppo Editoriale m2o Radio, un format di intrattenimento con news e hit musicali condotto in voce da Federico Riesi il Fede ed Elisabetta Sacchi la Ely. I due conduttori vincitori del contest voce-conduzione del FRU – Festival delle radio universitarie.
All'inizio il programma andava in onda la domenica dalle ore 16.00 alle 18.00 e dal 2015 va in onda il sabato dalle ore 8.00 alle 10.00 e la domenica dalle ore 15.00 alle 17.00. I dj coinvolti nella cura della regia, nella selezione e miscelazione musicale sono: Luca Martinelli, Carlo Prevale, Eddy Costella, Marcello Riotta.
Dalla stagione 2015/2016 il programma va in onda il sabato e la domenica dalle 8.00 alle 10.00 sempre su m2o. Da gennaio 2017, I FedEly , passano al giornaliero lasciando il weekend a Federica Elmi con m2o Weekend. Inizia il nuovo programma L'Alba dei FedEly sempre con gli stessi speaker dal lunedì al venerdì dalle 6.00 alle 7.00 su M2o - radio allo stato puro. Da Agosto 2017 entrano a far parte della crew di AQPP, A Qualcuno piace presto, in onda tutti i giorni dalle 6 alle 9 del mattino.